# Манда Пришинг
Манда Пришинг анти-ратна и мировна активисткиња из Сомбора, посвећена теренском раду обнављања ратом и идеологијом национализма покиданих веза међу људима. Мировном акзивизму је била посвећена једнако током самих ратoва у бившој Југославији, као и након рушења режима Слободана Милошевића. Подржавала је низ антиратних иницијатива, као и феминистичку, антимилитаристичку  мрежу и групу Жене у црном.
Антиратни ангжаман Манде Пришинг  довео је до низа притисака на њу у њену породицу, укључујући и претње да, скупа са супругом, мора да напусти родни Сомбор у року од 24 сата

## Биографија
Манда Пришинг је рођена 14. јануара 1951. године у Бачком Моноштору, ФНРЈ. Основну школу је завршила у родном месту, гимназију у Сомбору, и Вишу електротехничку школу у Суботици. Као електроинжињерка радила је у фабрици „Раде Кончар“ Загреб, у Сомбору (1976—1991), после као пројектант у свом приватном бироу.

## Мировни активизам током ратних година
Један од важних потеза у прирпремама за рат у бившој Социјалистичкој федеративној републици Југославији (СФРЈ), било је преузимање и централизовање медија,телевизијских релеја у Социјалистичкој аутномној покрајини Војводини (САПВ),  чиме је режиму Слободана Милошевића омогућено ширење нове политичке парадигме – национализма, неопходног за укидање социјалистичког самоуправљања, и за територијалне претензије србијанске буржоазије израсле из  врха Савеза комуниста Југославије (СКЈ), и привилегованих друштвених предузећа у социјалистичкој привреди.
Истовремено, унутар саме САПВ, мрежа локланих радио-станица престаје са разменом информација, чиме се додатно онемогућава јачање и удруживање опозиционих снага режиму Милошевића, и уједно је се појачава и притисак и репресија над националним заједницима у Војводини. У таквим условима и сама мобилизација, пре свега мушкараца националних заједница у Војводини, као и агресија на Вуковар била је олакшана. Манда Пришинг је саму мобилизацију, као и вишеструко понављање мобилизације мушкарца из националих заједница у Војводни (пре свих – Хрвата и Мађара), потом и лов на избеглице које је режим Милошевића слао на ратишта, сматрала за „злочин према тим момцима који су одведени у тзв. Југословенску народну армију (ЈНА), која је изгубила легитимитет већ интервенцијом у Словенији. Они сами немају никакву кривицу, њу сноси искључиво  војни и политички врх.“
Међународни кривични суд за бившу Југославију (МКСЈ) јесте осудио низ налогодаваца и извршиоца ратних злочина и геноцида у Сребреници за ратове у бившој Југославији, али присилна мобилизација, пре свега избеглица и она незаконита - припадника националних заједница у Војводини није била у фокусу МКСЈ као ратни злочин, иако су то мировне активисткиње захтевале и током, и након ратова у бившој Југославији.
Манда Пришинг се такође прикључила и огромним напорима Вере Вебел Татић  у давању подршке мушкарцима ратним дезертерима, и дезертереским побунама, омогућивши и појединим да без докумената, успеју да напусте земљу.
Оцењујући антиратни ангажаман у Војводини, који је отпочео са почетком агресије на Вуковар, Манда Пришинг је 30 година касније рекла:„Ми смо заиста живели, у пуном смислу те речи, јер смо пружили отпор ратном лудилу, јер нисмо ћутали.“

### Мохач – сусрети у трећој земљи
Усред ратног вихора Манда Пришинг и Иван Пришинг, организовали повезивање растављених породица и пријатеља Славоније и Војводине. Услед ратних дејстава, то је било могуће организовати само у Мађарској, првоу месту  Баја, уз све ризике које су такве акције носиле са собом у ратном стању, који Србија никада није прогласила.
„Оно што смо знали, јесте да не смемо дозволити да пристанемо на то цепање... покушали смо успоставити ту везу са друге стране, и то смо могли само у трећој земљи, а то је Мађарска.“
Након првих сусрета, уз подршку немачких швајцарских фондација, у Мохачу у  „Кући сусрета“ организовани су од октобра 1993. године и сусрети учитеља, новинара, еколога, младих. Манда Пришинг је била и координаторка три међународна мировна кампа за младе; 1994. у Бекешчаби у Мађарској, 1995. у Вагенингену у Холандији и 1996. у Банској Бистрици у Словачкој, где су учествовали млади из Сомбора, Осијека, Вуковара, Белог Манастира и Холандије. Све уз организацију и подршку фондације „friedensbrugg“ из Басела, Швајцарска.

### Бачки Моноштор - суживот "непријатеља"
Након војно-полицијске операције „Олуја“ у Хрватској, којом је протерано српско становништво, што је још један ратни злочин за који нико није одговарао, у Војводину је пристигло преко 200.000 избеглица према наводима Комесаријата за избеглице.
Манда Пришинг и Иван Пришинг помагали су око смешатаја избеглица, још од 1992. године. Након војно-полицијске операције Олуја, радили су годинама са 230 избеглица из Хрватске, смештених у Бачком Моноштору, чије су већинско становништво чинили припадници хрватске националности - Шокци. Смештај српским избеглицама, углавном у празним кућама, понудили су сами мештани.
Вишегодишњу рад са узбеглицама је подрзумевао и прибављање новина, једнако из Србије и Хравтске, као и размену информација о процесу повратка избеглих Срба назад у Хрватску.
Такође, Манда Пришинг је организовала и мировне едукације, као и низ других активности. Рад са избеглицама и мештанима у Бачком Моноштору спречио је егзодус Хравта из тог места. Наиме, у једном сукобу младих избеглица и младих мештана Хрвата, полиција је користила прекомерну силу, врло сурово са очигледним националистичким мотивом. Хитра рекација Манде Пришинг и Фонда за хуманитрано право спречило је ескалацију насиља, и већ поменут егзодус мештана Хрвата.
Неки од тадашњих избеглица из Хрватске и данас живе у Бачком Моноштору.

## Мировни активизам након 2000. године
Након  рушења режима Слободана Милошевића, Манда Пришинг наставља са мировним активизмом и хуманитарним радом, и локлано и регионално.  Вишегодишњи пројекти, започети током рата као што Одмор од рата, након ратова су добијали све више и младих активиста и активисткиња.

### Суочавање са прошлошћу
Манда Пришинг је сматрала да је важно да млађе генерације, раздвојене ратом, упознају " оне друге", те је покренула низ мировних пројеката, управо за младе као што су: На обе стране Дунава, Отворени трг (1998—2006), и Отворени клуб (1996—2001).
Из тих сусрета настала је и Ју Мировна мрежа, која је окупила близу 5000 младих у региону.
Суочавање са прошлошћу и помирење је основни задатак свих мировних програма које је Манда Пришинг покренула. Дубок јаз створен ратовима и националистичком пропагандом захтевао је да се млади из региона заиста упознају, да имају лична искуства, да сазнају тачне информације о рату и његовим узроцима. Према оцени Манде пришинг за сам младе генерације није потребно помирење, њима терба знањљ. Са друге стране, како је Манда Пришинг приметила, помирење у региону се ипак дешава: "А помирење се дешава. Прво су се помирили криминалци, атентатори, убице и шверцери, а након њих различити привредници. Мире се и обични људи, у тишини и у жалости за изгубљеним годинама живота (али то углавном никога не занима)..."

### Женски суд - феминистички приступ правди
Две деценије након почетка ратова у бившој Југославији, феминисткиње и мировне активисткиње са простора некадашње СФРЈ, покренуле су инцијативу за формирање алтернативног суда за ратне и поратне злочине на целој територији некадашње СФРЈ – Женског суда, првог који се организовао на европском тлу 2015. године, у Сарајеву.
Мировне активисткиње су биле незадовољње учинком рада националних судова, МКСЈ, и жмурењем на низ злочина, укључујући и  злочине и неправде након престанка свих ратних операција. Активно учшеће у  овом вишегодишњем процесу, имала је и Манда Пришинг, као и друге мировне активисткиње из Сомбора.

## Мировна награда
Уочи 10. децембра 2023, Међународног дана људских права, осјечки Центар за мир и људска права доделио је Манди Пришинг Награду за промицање миротворства, ненасиља и људских права "Крунослав Сукић". Мировна награда и признање утемељени су пре 15 година као сећање на мировног активисту Крунослава Сукића.
У образложењу за доделу награде стоји и важна порука:
| „ | Мандина прича охрабрује јер нас поучава да изградња мира полази од особе, али је заједнички подухват! | ” |

poduhvat!